# Тряпинский сельсовет
Тряпинский сельсовет — муниципальное образование в Аургазинском районе Республики Башкортостана Российской Федерации.

## История
Согласно «Закону о границах, статусе и административных центрах муниципальных образований в Республике Башкортостан» имеет статус сельского поселения.

## Население
| 2002 | 2009  | 2010  | 2012  | 2013 | 2014 | 2015 |
| ---- | ----- | ----- | ----- | ---- | ---- | ---- |
| 1114 | ↘1006 | ↗1020 | →1020 | ↘980 | ↘947 | ↘902 |
| 2016 | 2017  |       |       |      |      |      |
| ↘875 | ↘846  |       |       |      |      |      |

## Состав сельского поселения
| № | Населённый пункт | Тип населённого пункта       | Население |
| - | ---------------- | ---------------------------- | --------- |
| 1 | Тряпино          | село, административный центр | ↗452      |
| 2 | Заитово          | деревня                      | ↗178      |
| 3 | Малый Нагадак    | деревня                      | ↘175      |
| 4 | Новогуровка      | деревня                      | →93       |
| 5 | Веселовка        | деревня                      | ↗77       |
| 6 | Толмачевка       | деревня                      | ↗45       |
| 7 | Новотроицкое     | деревня                      | →0        |